# Segobriges

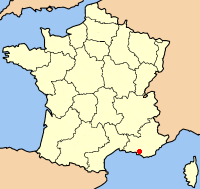
Ubicación de Massalia, actual Marsella, la colonia fundada por los focenses en tierras de los segobriges.

Los segobriges eran una tribu ligur situada en la costa mediterránea. Se les cita a propósito de la fundación de Massalia por los colonos griegos, hacia el año 600 a. C. En efecto, es sobre sus tierras que se instalaron los colonos de Focea que fundaron Massalia, tras un matrimonio que asoció a los dos pueblos. 

## Etimología
El nombre de esta etnia es típicamente celta, lo que supone por otra parte un problema interesante en territorio ligur. Se basa en dos raíces célticas, *sego y *brigos que significaría: "(Los de) la fuerte tribu". La segunda raíz, reflejada en *brigos prueba la transcripción griega, como en el caso del alóbroges, reflejados *allo-briges en griego.

## Fundación de Marsella
La historia viene relatada por Justino, quien cuenta que 

En la época del rey Tarquinio, dos jóvenes focenses, provenientes de Asia, llgaron a la desembocadura del Tíber y concluyeron un tratado de amistad con los romanos; después se embarcaron hacia los golfos más lejanos de la Galia y fundaron Marsella, entre los ligures y las poblaciones salvages de los galos; realizaron grandes hazañas, bien protegiéndose por las armas contra los salvajes galos, bien atacándoles ellos mismos porque fueron atacados antes.

Y en efecto, los focenses, obligados por la exigüidad y delgadez de su tierra, se dedicaron con más ardor al mar que a la tierra: se ganaban la vida pescando, como comerciantes, a menudo incluso mediante la piratería, que en aquel tiempo y lugar era un honor. Y es porque, atreviéndose a avanzar en dirección de la orilla última del Océano, llegaron en el golfo galo a la desembocadura del Ródano, y cautivados por el encanto de este lugar, una vez de vuelta entre ellos, atrajeron aún a más gente, diciéndoles lo que habían visto.

Los comandantes de la flota fueron Simos y Protis. Encontraron así al rey de los segobriges, llamado Nanus, en cuyos territorios proyectaban fundar una ciudad. Se encontró que ese día el rey estaba ocupado a los preparativos de las bodas de su hija Gyptis, que se disponía a dar en matrimonio a un yerno elegido durante el banquete, según el hábito nacional. Y así, como había invitado a todos los aspirantes a las bodas, también se invita a los huéspedes griegos al banquete. A continuación, mientras que su padre pedía a la joven muchacha, a su llegada, que ofreciese agua al que eligiera por esposo, se volvió hacia los griegos sin tener en cuenta todos los aspirantes y ofreció el agua a Protis que, de huésped se convirtió en yerno, recibió de su suegro un sitio para fundar la ciudad.

Así pues, fundó Marsella cerca de la desembocadura del Ródano, en un golfo aislado, como en un recoveco del mar. Sin embargo los ligures, celosos del crecimiento de la ciudad, acosaban con guerras continuas a los griegos, que se esforzaron tanto rechazando los peligros, que después de haber vencido a los enemigos, establecieron muchas colonias sobre las tierras que ellos habían tomado.